# Foreign exchange office
Pour les articles homonymes, voir FXO.
Un port FXO, ou Foreign eXchange Office, est un port qui reçoit une ligne téléphonique. Il reçoit la tonalité, le courant de charge et la tension électrique nécessaire pour faire fonctionner la sonnerie.
Un modem RTC, un téléphone ou un fax sont équipés d'un port FXO, ils s'attendent à recevoir une alimentation, une porteuse lors du décrochement, ainsi qu'une élévation de la tension en cas de sonnerie.
Le terme FXO est souvent utilisé en opposition au terme FXS qui lui fournit l'alimentation, la porteuse et la sonnerie.